# Stylaster solidus
Stylaster solidus is een hydroïdpoliep uit de familie Stylasteridae. De poliep komt uit het geslacht Stylaster. Stylaster solidus werd in 1935 voor het eerst wetenschappelijk beschreven door Broch. 